# Tiger Mask
Tiger Mask (タイガーマスク Taigā Masuku?) es una serie de manga escrita por Ikki Kajiwara e ilustrada por Naoki Tsuji , cuya serialización comenzó de 1968. En 1969, el manga recibió una adaptación a serie de anime. El personaje principal de Tiger Mask es instantáneamente reconocible por su sello, diseño y look con cabeza de tigre, así como la combinación de altos vuelos y de los ataques de artes marciales en el ring. La primera serie de Tiger Mask fue transmitida en 1991 por el Canal + en España con el doblaje mexicano, también se transmitió con el mismo doblaje la película en Canal + y en Antena 3.

## Argumento
Tiger Mask (cuyo verdadero nombre es Naoto Date) fue alguna vez un luchador rudo y sumamente agresivo en América. Sin embargo, se convirtió en técnico al regresar a Japón, cuando un joven dijo que quería ser un villano como Tiger Mask cuando creciese. El niño residía en un orfanato, el mismo en el que Tiger Mask creció durante su infancia. Al no querer que el muchacho idolatre a un villano, Tiger se esfuerza para ser un luchador heroico.
El principal antagonista en el manga y el anime es Tiger's Cave, una misteriosa organización que entrenó a jóvenes para ser luchadores villanos con la condición de que diesen la mitad de sus ingresos a la organización. Tiger Mask fue miembro de Tiger's Cave bajo el apodo de "Yellow Devil", pero ya no quiso tener nada que ver con ellos, y en su lugar decide donar el dinero al orfanato. Esto enfureció al líder de la organización y envió numerosos asesinos, otros luchadores profesionales, con el fin de castigarlo.

## Concepto
El manga fue creado originalmente para la Bokura y Weekly Shonen Magazine en 1968 por Ikki Kajiwara y Naoki Tsuji. El manga se reimprimió por Kodansha comics, y se distribuyó en Hong Kong. Más reediciones se realizaron por Sankei Comics y la Kodansha KC Special. El anime fue televisado a nivel nacional en Japón, mientras que las 2 películas se elaboraron a partir de las secuencias de la serie. La mayoría de los paisajes y personajes fueron ficticios, pero aparecieron luchadores de la vida real como Antonio Inoki, Giant Baba, Michiaki Yoshimura, Kintaro Ohki, Seiji Sakaguchi que aparecían tanto en el anime como en el manga.

## Personajes

### Tiger Mask y sus compañeros
Naoto Date (伊達 直人 Date Naoto?) / Tiger Mask (タイガーマスク?)
Seiyū: Kei Tomiyama, Katsuji Mori (ep. 32-39)
Kentaro Takaoka (高岡拳 太郎 Takaoka Kentaro?) / Yellow Devil (イエロー・デビル?)
Seiyū: Ryouichi Tanaka
Daigo Daimon (大門 大吾 Daimon Daigo?) / Mister Fudo (ミスター不動?)
Seiyū: Kazuya Tatekabe
Toranosuke Arashi (嵐虎 之介 Arashi Toranosuke?)
Seiyū: Yonehiko Kitagawa
The Great Zebra (ザ・グレイト・ゼブラ?)
Seiyū: Shingo Kanemoto

## Lista de episodios
El anime de Tiger Mask cuenta con dos series de televisión con 105 episodios y 33 episodios respectivamente, la segunda serie fue creada en la década de los 80.

## DVD
La serie fue lanzada en DVD en Japón e Italia.
http://www.TigerMask.org Archivado el 28 de julio de 2011 en Wayback Machine.

## Adaptaciones
Existen dos películas que de las cuales existen también una versión inglesa.
| Nombre Japonés                | Traducción                          | Fecha de Lanzamiento | Tipo         |
| ----------------------------- | ----------------------------------- | -------------------- | ------------ |
| タイガーマスク                | Tiger Mask                          | 1970                 | Largometraje |
| タイガーマスク ふく面リーグ戦 | Tiger Mask: Wipe the surface league | 19 de julio de 1970  | Largometraje |

## Videojuegos
El personaje de Tiger Mask ha aparecido en numerosos videojuegos como Fire Prowrestling D, Toukon Retsuden 3, and Virtual Pro Wrestling 64, dichos videojuegos no están basados directamente en el manga y el anime.